# バフティヤール・ラフマーニー
バフティヤール・ラフマーニー（ペルシア語: بختیار رحمانی、Bakhtiyar RahmaniまたはBakhtiar Rahmani、1991年9月23日 -）は、イランのプロサッカー選手。ダルクルドFF所属。ポジションはMF。元サッカーイラン代表、元U-23、元U-20、元U-17、元U-15同代表。

## 経歴

### クラブ
2007年から2015年までフーラード・フーゼスターンに所属。AFCチャンピオンズリーグ2014では2ゴールを記録した。トラークトゥール・サーズィー、エステグラルに移籍した後、2017年にフーラードに復帰。2017年7月にペイカーンに移籍。

### 代表
AFC U-17選手権2006出場。
AFC U-19選手権2008出場。
フル代表初出場は2013年5月22日の対オマーン戦。2014 FIFAワールドカップでは代表メンバー入りした。

## 代表歴

### 出場大会
- イラン代表
  - 2014 FIFAワールドカップ

### 試合数
- 国際Aマッチ 3試合 0得点（2013年-2014年）[3]

| イラン代表 | 国際Aマッチ | 国際Aマッチ |
| 年         | 出場        | 得点        |
| ---------- | ----------- | ----------- |
| 2013       | 1           | 0           |
| 2014       | 2           | 0           |
| 通算       | 3           | 0           |